# Episodi di American Dad! (undicesima stagione)
L'undicesima stagione di American Dad, composta solamente da 3 episodi, è stata trasmessa negli Stati Uniti per l'ultima volta sull'emittente Fox dal 14 al 21 settembre 2014 per poi trasferirsi su TBS.
In Italia il primo ed il terzo episodio sono stati trasmessi rispettivamente il 13 e il 14 luglio 2015 su Italia 1 mentre il secondo è stato trasmesso il 17 gennaio 2016 su Italia 2. 
 I tre episodi della stagione dall'11 agosto 2021 sono stati aggiunti al catalogo di Disney+.
| N° | Codice di produzione | Titolo italiano             | Titolo originale         | Prima TV USA      | Prima TV Italia |
| -- | -------------------- | --------------------------- | ------------------------ | ----------------- | --------------- |
| 1  | 8AJN21               | Roger vende il bar          | Roger Passes the Bar     | 14 settembre 2014 | 13 luglio 2015  |
| 2  | 8AJN17               | Un ragazzo chiamato Michael | A Boy Named Michael      | 14 settembre 2014 | 17 gennaio 2016 |
| 3  | 8AJN22               | Una storia d'amore          | Blagsnarst, A Love Story | 21 settembre 2014 | 14 luglio 2015  |

## Roger vende il bar
- Sceneggiatura: Charles Suozzi
- Regia: Josue Cervantes

Steve e i suoi amici conoscono una ragazza nuova nel quartiere (che alla fine dell'episodio si rivelerà essere un'agente immobiliare) che chiede loro di aiutarla in svariati lavori edili, con l'intento di vendere la casa ad altre persone, per poi ricavarne un grande profitto. Intanto, al bar di Roger si presenta Toby, un impresario che intende vendere il bar, senza approvazione da quest'ultimo che non intende cederlo poiché ci tiene molto, tanto da finire in ospedale, dove va a trovarlo Toby, sempre con l'intenzione di prendersi il bar. Roger, a questo punto, non ha più alternative, e si vede costretto a vendere il bar. Ma Roger non si arrende e cerca di colmare il vuoto della vendita del bar continuando a cucinare per la famiglia. Nel frattempo, il bar di Roger, è stato trasformato in un bar di quartiere per famiglie, chiamato "Roger's spot". Ma Toby non lo esclude dal suo bar, e cerca di coinvolgerlo offrendo a questo l'opportunità di co-gestire il suo ex bar. Dopodiché, la vita di Roger cambierà molto, poiché diventerà un ricco magnate. Alla fine, Roger, pentito, tradirà Toby, mostrando le cose che sono cambiate da quando il bar è di Toby, così da metterlo in cattiva luce e riuscire ad essere di nuovo proprietario del bar.

## Un ragazzo chiamato Michael
- Sceneggiatura: Erik Richter
- Regia: Joe Daniello

Greg e Terry vogliono adottare un bambino russo ma Roger decide di prendere il suo posto. Nel frattempo Stan fa di tutto per dare sui nervi a Roger mentre lui sta vivendo con i Corbin-Bates.

## Una storia d'amore
- Sceneggiatura: Wes Lukey
- Regia: Chris Bennett

Roger scopre un'aliena rosa nei boschi e intraprende una relazione con lei, ma dopo una notte trascorsa insieme si stufa delle sue eccentricità e chiama la CIA per farla rimuovere.